# ネカマな男
「ネカマな男」（ネカマなおとこ）は、2005年10月4日にフジテレビの『世にも奇妙な物語 秋の特別編』で放送されたテレビドラマ。

## ストーリー
樋渡良一は、半年前会社をリストラされ、再就職もうまくいかない日々が続いた。ネットの株取引で失敗し、多額の借金を抱えてしまっていた良一は、インテリア関係の仕事をしている妻・亜希子の不動産を担保に当て、借金は返済してもらったが、それ以来、立場が弱くなり妻との関係もすっかり冷え切ってしまっていた。
せめてもの暇つぶしとして良一はメル友募集サイトで女友達を作ろうとしたが、自分の名前では誰も相手にしてくれない。そこで妻の名前で募集をかけてみると募集が殺到し、その中の19歳の女子大生・ミドリとメル友になった。
良一は亜希子になりきり、愚痴を聞いてもらう日々が続き、そろそろ自分のことを打ち明けるため、「たまにはお茶でもしない？」とメールをしてみたら、ミドリから「私も亜希子さんに会いたい。でも私…あなたに謝らないといけないことがあります。」というメールが届く。実はミドリの方も性別を偽っていた男だという。「本当は僕は42歳の総一郎というものなんです。女性限定だということでつい女になりきってメールをしていました。どうやら、僕はあなたを愛してしまったようです。」と打ち明けた。
良一は自分のしていることも棚にあげ、「騙すなんてあんまりです！それに私は人妻です。夫のことを愛しています。二度とメールしないで下さい！」と怒りのメールを送った。しかし、拒絶された総一郎はネットストーカーに変貌し、亜希子だと思っている良一のもとにしつこく謝罪のメールが何通も続き、アドレスから自宅や会社も突き止められ、ついには、亜希子本人にも「会社に無言電話がかかってくるし、誰かに付けられてる気がする」と被害が及ぶようになる。
自身の蒔いた種でもあるため、良一はしぶしぶ残業で遅い時の亜希子の迎えを引き受けるようになった。しかし、総一郎はかえって逆上し、「あなたは僕を無視するだけでなく、旦那さんと仲がいいことを見せ付けるなんて残酷な人だ！だったらこっちにも考えがあります…せいぜい無職のご主人に守ってもらうことですね。」と脅迫メールを送りつけてきた。
そんな矢先、買い物帰りの良一は借金取りに拉致された。良一は二度とやらないと固く誓ったネット株にまた手を出してしまい、多額の借金を抱えてしまっていた。「借りたものは返す。お金なんて作り方いくらでもあるでしょうに。あなた、アパート所有しているそうですね…。」あれは妻のものだからと謝るが借金取りは「もし奥さんが死ねば、あなたのものじゃないですか…なんだったら疑いがかからないようにその道のプロ、紹介しますよ。」と囁く。亜希子が死ねば、生命保険や遺産が全て良一のものになる。―――――――あの脅迫メールを証拠品にすれば、罪は全てネットストーカーである総一郎がかぶってくれるだろうと考えた良一は、亜希子の暗殺を依頼する。
そして、当日。「今日の夕方、再就職の面接があるんだ。」と亜希子の迎えを断る良一。何も知らない亜希子は夫の再就職に嬉しそうに会社に出かけて行った。
予定通り亜希子は暗殺され、葬儀が終わった良一はパソコンを開くとメールが届いていることに気づく。総一郎からの最後のメールだという。日付は二日前の亜希子が殺された日だった。
「これで最後にします。亜希子さん…、いや良一さん。僕は最初からあなたが亜希子さんでなく良一さんであることを知ってたんですよ。僕みたいなネットストーカーがいれば亜希子さんのこと…私のこと気にかけてくれるんじゃないかと。」
「こんな形でしか、あなたと向き合えなかったから。もう一度昔の私たちに戻りたい。夕方からの面接頑張って！今夜の夕食は久しぶりに私が作ります。愛するあなたへ、亜希子より」
今までのメールは全て、まだ良一のことを愛していた亜希子が送っていたのだった。それを知らないまま亜希子を殺してしまった良一は、パソコンの前で泣き崩れた…。

## キャスト
- 樋渡良一：椎名桔平
- 樋渡亜希子：森口瑤子
- 謎の紳士：森下哲夫
- ミドリ：望月みさ
- 総一郎：内藤トモヤ
- 中年女性：松山尚子
- 取立て屋：渡辺隆二郎、大西武志
- 主婦：太田純子、鈴木友紀

## スタッフ
- 原作：今邑彩「穴二つ」（『よもつひらさか』所収 / 集英社）
- 脚本：小川みづき
- 演出：植田泰史